# Stantec

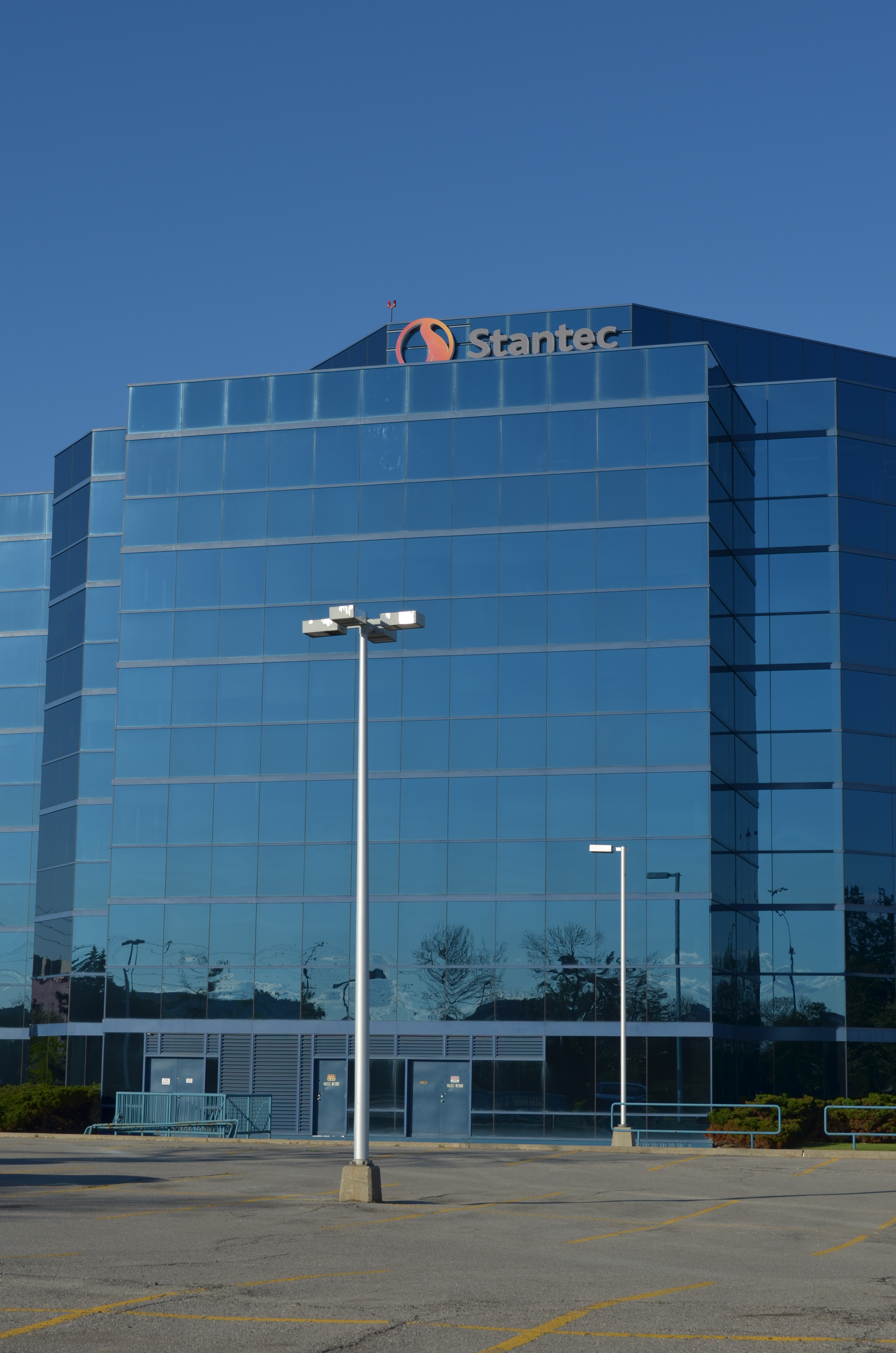
Stantec Bürogebäude in Ontario

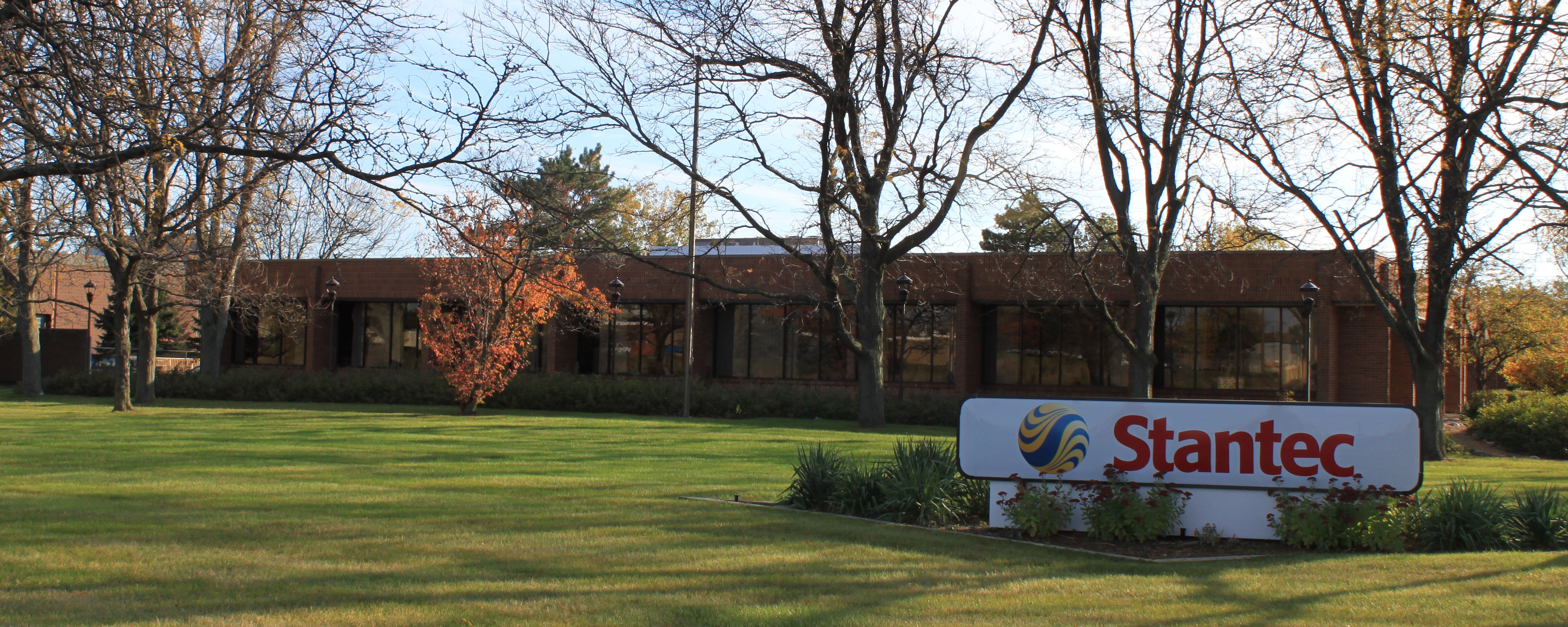
Stantec Consulting Niederlassung in Michigan.

Die Stantec Inc. mit Sitz in Edmonton in Kanada ist ein kanadischer, an der NYSE und TSX börsennotierter Generalunternehmer. Stantec Inc. bietet als professionelles Beratungsunternehmen die Planung und Konstruktion von Infrastruktur-Projekten und Einrichtungen an. Die Kunden des Unternehmens kommen sowohl aus dem privaten als auch aus dem öffentlichen Sektor. Stantec Inc. unternehmerischer Schwerpunkt fokussiert sich auf fünf unterschiedliche Geschäftsbereiche: Gebäude, Umwelt, Industrie, Transport und Städteplanung. Im Jahre 1998 änderte das Unternehmen seinen Firmennamen von Stanley Technology Group Inc. zum heutigen Stantec Inc. Das Unternehmen betreibt 230 Standorte in Nordamerika und weitere 7 Standorte weltweit. 

## Geschichte
Der Gründer, Don Stanley, war der erste Kanadier, der in Umweltingenieurwissenschaften promovierte. Den Abschluss erlangte er an der Harvard-Universität, die er mit einem Stipendium der Rockefeller-Stiftung besuchte. Seine Promotion an der Universität erlangte er im Jahre 1952. Zwei Jahre später machte er sich mit D.R. Stanley & Associate in  Edmonton in Alberta selbständig. 1955 rekrutierte er einen alten Eisenbahningenieur, Herb Roblin, sowie einen Bauingenieur, Louis Grimble, der zuvor bei der Provinzregierung arbeitete an.  Das Unternehmen wurde in Stanley, Grimble and Roblin Ltd. umbenannt. Mithilfe der zwei neuen Partner diversifizierte sich das Unternehmen schnell.
1970 setzte ein regelrechter Boom für das Unternehmen ein, der jedoch aufgrund der Rezession der achtziger Jahre abrupt endete. Don Stanley übergab 1983 die Führung des Unternehmens an seinen zweiten Partner Ron Triffo. Als die Wirtschaftsleistung von Alberta einbrach, legte die kanadische Regierung das National Energy Program auf, um die Wirtschaft zu stabilisieren. Triffo wurde Präsident und COO des Unternehmens. Stanley übernahm die Rolle des CEO und des Vorsitzenden. In der Zeit vor der Rezession beschäftigte das Unternehmen 400 Mitarbeiter. Während der Rezession wurden 200 Arbeitsplätze gestrichen.
Um das Unternehmen zu retten, wurde das Unternehmen weiter diversifiziert. So wurde in weitere Standorte in anderen Provinzen investiert und andere Unternehmen aufgekauft. Unter anderem wurde kurze Zeit später das Stadtentwicklungsunternehmen IMC gegründet, das 200 Mitarbeiter beschäftigte. Das Unternehmen eröffnete Niederlassungen in British Columbia und Saskatschewan und führte seine Expansion auch international durch. Kurze Zeit später folgte eine Niederlassung in Phoenix in Arizona mit dem Ziel, weitere Niederlassungen im Südwesten der USA aufzubauen.
Durch den Erfolg von IMC entwickelten sich mehr als 20 Tochterunternehmen mit verschiedenen Marken. Anfang der neunziger Jahre wurden die Unternehmen unter einem Markennamen, der Stanley Technology Group, zusammengeführt. Das Unternehmen beschäftigte in der ersten Hälfte der neunziger Jahre 900 Mitarbeiter. 1994 wurden Aktien des Unternehmens an der Toronto Stock Exchange platziert.
1998 übernahm Triffo die Rolle des Vorsitzenden, die er bis 2011 behielt. Ab 2011 übernahm Tony Franceschini (ehemals Vizepräsident) die Rolle des Präsidenten und CEOs. Nach seinem Abschluss an der University of Waterloo im Jahre 1975 begann Franceschini seine Karriere in einem Beratungsunternehmen in Toronto. Als Franceschini den Präsidentenposten übernahm, beschäftigte das Unternehmen mehr als 2.200 Mitarbeiter an 49 Niederlassungen.
2005 wurden die Aktien des Unternehmens an der New York Stock Exchange platziert. 2008 ging Franceschini in den Ruhestand. 2008 wurde Robert Gomes Präsident und CEO des Unternehmens. Gomes hat einen ingenieurwissenschaftlichen Abschluss an der University of Alberta und kam 1988 ins Unternehmen.
Um 2008 führte Gomes das Unternehmen durch die schlimmste Rezession der vergangenen Jahre. Zwischen 2008 und 2011 stieg der Umsatz von 1,4 Milliarden auf 1,8 Milliarden Dollar. Die Mitarbeiterzahl stieg von 8.000 auf 12.000. Das Unternehmen übernahm 16 Unternehmen und konnte seine Marktanteile in Nordamerika und weltweit ausbauen.